# Saga del Orden Estelar
La saga del Orden Estelar es una serie de más de cincuenta novelas de ciencia ficción creada por el escritor español Ángel Torres Quesada. Fueron publicadas en España entre los años 1970 y 1990, pasando por diferentes colecciones, entre ellas La conquista del Espacio de Editorial Bruguera. Ángel Torres Quesada las publicó bajo el pseudónimo de A. Thorkent.

## Argumento
El argumento general de la saga consiste en mostrar un futuro en el que la humanidad se ha extendido por el cosmos. La saga se puede estructurar en diferentes periodos. En cada uno de ellos, unas organizaciones gubernamentales se desintegran y otras surgen.

## Influencias
La saga está enmarcada dentro de esa ciencia ficción basada en la aventura y en la space opera que pobló los pulp norteamericanos de los años treinta y cuarenta, tendencia representada por autores como E. E. Smith, Jack Williamson y Edmond Hamilton. Presenta un marcado carácter épico y predominan los acontecimientos bélicos y la aventura, aunque con un cierto respeto a la ciencia y a la tecnología, a diferencia de otras obras de la época. Tiene un cierto parecido con la saga de las Fundaciones de Isaac Asimov, al menos en su supuesto inicial, con un imperio en decadencia, y un nuevo movimiento que intenta aunar de nuevo los planetas.

## Títulos de la saga
La saga se compone de más 50 títulos. Aunque en un principio su autor no pensó en ningún momento en crear una saga como dice con estas palabras:

La serie comenzó en la segunda novela que me publicó Bruguera en la colección La Conquista del Espacio. El título es Los mercenarios de las estrellas, y aquí es donde verdaderamente aparece por primera vez la honesta y democrática organización del Orden Estelar, aunque comenzó llamándose Orden Imperial y luego cambié el Imperial por Estelar. Por supuesto que no tuve la menor intención de darles un protagonismo tan extenso y que se prolongaría en otros títulos.
Ángel Torres Quesada

Debido a que no estaba prevista en un principio como saga y a que los títulos se publicaron en varias editoriales, el orden de lectura no coincide con el orden de publicación. Algunos críticos incluyen el título Un planeta llamado Badoom (1963) casi una década anterior. Para el orden de lectura nos vamos a basar en la edición de Robel.
Sobre la Odisea del Silente (inédita hasta la edición de Robel):

La negativa de editorial Bruguera a que continuara la serie a partir de Un planeta llamado Khrisdall impidió que yo escribiera en el momento oportuno la novela en que Adam Villagran y Alice Cooper inician su previsto romance. Diría que esta circunstancia ha sido una espina clavada en mi alma de autor, obligándome a preguntarme cómo habría sido el reencuentro de la pareja de protagonistas. Este vacío en la historia, que me atrevería a llamarlo asignatura pendiente, me ha animado a subsanarlo de la única manera posible: escribiendo ahora la novela que no escribí en su día.
Ángel Torres Quesada

Las abreviaturas usadas a continuación son como siguen:
- R/OE - Ediciones Robel, colección El Orden Estelar.
- B/OE - Ediciones B, serie El Orden Estelar.
- Br/CE - Editorial Bruguera, colección La Conquista del Espacio.
- Br/HE - Editorial Bruguera, colección Héroes del Espacio.
- C-F/HE - Editorial Ceres/Fórum, colección Héroes del Espacio.
- C-F/G - Editorial Ceres/Fórum, colección Galaxia 2000.
- D/G - Editorial Delta, colección Galaxia 2000.

### El Imperio Galáctico
Las novelas correspondientes a este periodo reflejan un Imperio en decadencia, basado en las intrigas y la tiranía, del propio Imperio o de los gobernadores periféricos que van estableciendo las suyas propias, y sirve de contrapunto a los valores morales y éticos que el Orden tratará de imponer.
1. Rebeldes en Dangha - R/OE 1 (2003) - Br/CE 127 (1973).
2. Los Brujos de Lero - R/OE 1 (2003) - Br/CE 98 (1972).
3. Huida a las estrellas - R/OE 2 (2003) - Br/CE 495 (1980).
4. Intriga galáctica - R/OE 2 (2003) - Br/CE 520 (1980).
5. Motín en el espacio - R/OE 3 - Br/CE 587 (1981).
6. Esclavo del Imperio - R/OE 3 - Br/CE 298 (1976).
7. Cita en el futuro - R/OE 4 - Br/CE 369 (1977).
8. Traición en Urlanka - R/OE 4 - B/HE 186 (1983).

### El Orden Estelar
El Orden Estelar es el periodo con más novelas, en él se refleja el lento renacer de la civilización y el reencuentro con mundos que la decadencia del Imperio dejó aislados y que han tenido un grado de desarrollo diferente, encontrándose algunos sumidos en la barbarie. El Orden Estelar tratará de establecerse desde el respeto a las diferentes culturas, la asociación voluntaria de esos mundos, y una organización de carácter democrático.
1. Los guerreros del tiempo - R/OE 5/6 - Inédita en Bruguera (únicamente presente en la edición de Robel).
2. Los mercenarios de las estrellas - R/OE 6 - Br/CE 47 (1971). Esta fue la primera obra de la saga que publicó.
3. El poder estelar - R/OE 7 - Br/CE 503 (1980).
4. Mercaderes del espacio - R/OE 7 - Br/CE 109 (1972).
5. Objetivo: destruir un mundo - R/OE 8 - Br/CE 301 (1976).
6. Contrabandistas del cosmos - R/OE 8 - Br/CE 543 (1981).
7. Las huellas del Imperio - R/OE 9 - Br/CE 625 (1980) - B/OE 1 (1996).
8. Los mercenarios de Whutoo - R/OE 9 - Br/CE 672 (1983) - B/OE 1 (1996).
9. Los humanoides de Kebash - R/OE 10 - Br/CE 551 (1981) - B/OE 1 (1996).
10. Las torres de Pandora - R/OE 10 - Br/CE 578 (1981) - B/OE 1 (1996).
11. Los enemigos de la Tierra - R/OE 11 - Br/CE 74 (1972) - B/OE 2 (1996).
12. Mundo olvidado - R/OE 11 - Br/CE 80 (1972) - B/OE 2 (1996).
13. Los conquistadores de Ruder - R/OE 12 - Br/CE 83 (1972) - B/OE 2 (1996).
14. Un planeta llamado Khrisdal - R/OE 12 - Br/CE 92 (1972) - B/OE 2 (1996).
15. La odisea del Silente - R/OE 13 - Inédita en Bruguera (únicamente presente en la edición de Robel).
16. La leyenda de un planeta - R/OE 13 - Br/CE 566 (1981).
17. Los aborígenes de Kalgalla - R/OE 14 - Br/CE 599 (1982) - B/OE 3 (1996).
18. Los hombres de Arkand - R/OE 14 - Br/CE 101 (1972) - B/OE 3 (1996).
19. Misión en Oulax - R/OE 15 - Br/CE 140 (1973) - B/OE 3 (1996).
20. El planeta de la venganza - R/OE 15 - Br/CE 264 (1975) - B/OE 3 (1996).
21. El enigma de Urtala - R/OE 16 - Br/CE 629 (1982) - B/OE 4 (1996).
22. Los magnicidas del tiempo - R/OE 16 - C-F/HE 83 (1972) - B/OE 4 (1996).
23. Muerte en Undar - R/OE 17 - Br/CE 106 (1972) - B/OE 4 (1996).
24. Invasor del Más Allá - R/OE 17 - Br/CE 143 (1973) - B/OE 4 (1996).
25. Surgieron de las profundidades - R/OE 18 - Br/CE 357 (1977). Añadido.
26. Guerra en el Triángulo Solar - R/OE 18 - Br/CE 515 (1980).
27. Un agujero en el espacio - R/OE 19 - Br/CE 563 (1981).
28. La guerra inacabada - R/OE 19 - C-F/HE 156 (1982).
29. La montaña estelar - R/OE 20 - C-F/HE 181 (1983).
30. Barbarroja del espacio - R/OE 20 - Br/CE 707 (1984).
31. Una línea en el espacio - R/OE 21 - C-F/G 18 (1984).
32. Cadete del espacio - R/OE 21 - C-F/G 23 (1984).

### Decadencia del Orden Estelar
El Orden Estelar tiene un final. Le sigue un periodo que se denomina La decadencia del Orden Estelar, consecuencia de su propio declive y del resurgimiento de la tiranía, que se recoge en dos novelas.
1. Enigma en Sural - R/OE 22 - Br/CE 335 (1977).
2. Rebelión en la galaxia - R/OE 22 - Br/CE 345 (1977).

### La Superioridad Terrestre
Un periodo en el que se pretende recuperar el apogeo del Orden Estelar, y aunque no consigue abarcar su extensión, sí es capaz en un momento determinado de agrupar a todas las razas humanas conocidas del universo conocido para vencer a invasores no humanos.
1. Guerra galáctica - R/OE 23 - Br/CE 338 (1977).
2. Señores de las estrellas - R/OE 23 - Br/CE 332 (1976).
3. El asteroide de Kassandra - R/OE 24 - C-F/HE 98 (1982).
4. La venganza de Caronte - R/OE 24 - C-F/HE 135 (1982).
5. Caronte en el infierno - R/OE 25 - D/G 1 (1984).
6. La extraña aventura de Caronte - R/OE 25 - C-F/G 12 (1984).
7. La batalla de Sarkamat - R/OE 26 - Br/CE 558 (1981). Añadido.
8. Emigración al terror - R/OE 26 - Br/CE 618 (1982).
9. Walkar bajo el terror - R/OE 27 - D/G 3 (1984).
10. El planeta de los hombres perdidos - R/OE 27 - Br/CE 154 (1973).

### La Liga Estelar
Prácticamente heredera de los valores del Orden Estelar, establece una organización democrática aparentemente más perdurable.
1. Base secreta - R/OE 28 - Br/CE 374 (1977).
2. Aliado de la Tierra - R/OE 28 - D/G 6 (1985).

## Secuelas
La saga cuenta con obras que no se publicaron en su día y que han visto la luz a posteriori y con secuelas que se encuadran en el universo narrativo del Orden Estelar.
- Una de ella es Los Sicarios de Dios (PulpEdiciones. Col. Aelita nº 4, 2001) de Ángel Torres Quesada.
- Memorias de un Merodeador Estelar (Futurópolis 38, 1995), de Carlos Saiz Cidoncha en la que rinde un homenaje al Orden Estelar al hacer que su protagonista encuentre a la nave Hermes al mando de Cooper.[1][4]